# ニョルズの姉妹妻
ニョルズの姉妹妻（ニョルズのしまいづま、sister-wife of Njörðr）は、北欧神話におけるニョルズの、名前が言及されていない妻かつ姉妹。彼女とニョルズは、（同様に近親相姦関係にあった）双子の子供フレイとフレイヤを持っていたと説明されている。この女神は、13世紀の古エッダの詩『ロキの口論』と、同じく13世紀にスノッリ・ストゥルルソンによって編纂された、北欧神話のエウヘメリズム文献『ヘイムスクリングラ』に含まれている『ユングリング家のサガ』に記述がある。この存在は、古ノルド語の文書ではこれ以上言及されていない。 

## 学術的解釈
ヤーコプ・グリム以来の学者たちは、『ユングリング家のサガ』の年表が原典である可能性が高いと見なしており、フレイとフレイヤは、言及されていないヴァン神族の女性とニョルズの間に産まれたと考えられている。